# Good Luck Algeria
Pour plus de détails, voir Fiche technique et Distribution.
Good Luck Algeria est une comédie franco-belge réalisée par Farid Bentoumi et sortie en 2015.

## Synopsis
Samir et Stéphane, deux amis de Grenoble, fabriquent des skis de fond de compétition de haute qualité, mais leur entreprise est au bord de la faillite le jour où l'athlète suédois qui devait participer aux Jeux olympiques avec des skis de leur marque décide de se tourner vers un autre fabricant. Stéphane convainc alors Sam de reprendre le ski de fond et de tenter de se qualifier pour les Jeux sous les couleurs de l'Algérie, le pays de son père. Un défi immense mené au prix d'un entraînement intensif car Sam, qui a passé la quarantaine, n'est plus aussi en forme que par le passé. La fédération algérienne lui promet une bourse de 20 000 dollars pour ses frais sportifs, ce qui va lui donner l'occasion de revenir en Algérie et de redécouvrir ses racines et sa famille, lui qui ne parle même pas l'arabe. Le défi sportif est immense, tant sur le plan physique que parce que la survie de l'entreprise dépend de sa réussite. Son père, qui a tout fait pour que ses enfants réussissent en France, y croit, et prépare aussi un beau cadeau à Sam : lui offrir tous ses oliviers au bled pour qu'il redevienne un jour, comme lui, un paysan algérien actif fier de ses valeurs ancestrales.

## Fiche technique
- Titre : Good Luck Algeria
- Réalisation : Farid Bentoumi
- Scénario : Farid Bentoumi, Noé Debré et Gaëlle Macé
- Musique : Robin Foster
- Montage : Jean-Christophe Bouzy
- Photographie : Isabelle Dumas
- Costumes : Mélanie Gautier
- Décors : David Faivre
- Production : Frédéric Jouve
  - Production associée : Marie Lecoq et Philippe Logie
- Sociétés de production : Les Films Velvet, Les Films du Fleuve, France 3 Cinéma, VOO et BeTV et RTBF
- Société de distribution : Ad Vitam (France) ; Lumière (Belgique) ; Agora Films (Suisse)
- Pays de production :  France et  Belgique
- Langues originales : français et arabe
- Format : couleurs - 2,40:1 - Dolby 5.1
- Genre : comédie
- Durée : 90 minutes
- Dates de sortie :
  - France : 25 octobre 2015 (Festival Cinemed) ; 14 janvier 2016 (Festival de l'Alpe d'Huez) ; 30 mars 2016 (sortie nationale)
  - Suisse : 30 mars 2016 (Suisse romande)
  - Belgique : 13 avril 2016

## Distribution
- Sami Bouajila : Sam (Samir Zitouni, aussi appelé par erreur Samuel)
- Franck Gastambide : Stéphane Duval, l'associé de Sam
- Chiara Mastroianni : Bianca, la femme de Sam
- Hélène Vincent : Françoise, la mère de Sam
- Bouchakor Chakor Djaltia : Kader Zitouni, le père de Sam
- Coralie Avril : Stella, la fille de Sam et Bianca
- Fadila Belkebla : Sarah Zitouni, la sœur de Sam
- Satya Dusaugey : Fred
- Valérie Crouzet : la banquière

## Production

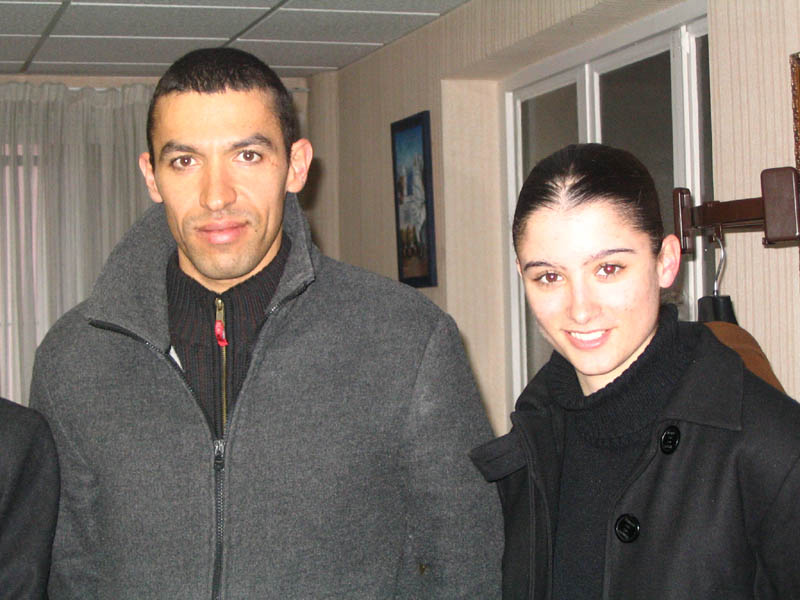
À gauche, Noureddine Maurice Bentoumi, lors des Jeux olympiques de 2006.

Le film s'inspire d'une histoire vraie : la participation de Noureddine Maurice Bentoumi, frère du réalisateur Farid Bentoumi, aux Jeux olympiques de 2006 à Turin.

## Sélection
- Festival du cinéma méditerranéen de Montpellier 2015 : Prix du public Midi libre
- Festival international du film de comédie de l'Alpe d'Huez 2016 : sélection officielle